# Manoel Anselmo da Silva
Manoel Anselmo da Silva, (Cachoeiras de Macacu, 20 juli 1922 – Rio de Janeiro, 22 november 1956) was een Braziliaans voetballer, beter bekend onder zijn spelersnaam Maneco.

## Biografie
Hij speelde zijn hele carrière voor America uit de toenmalige Braziliaanse hoofdstad Rio de Janeiro. In 1947 speelde hij ook één wedstrijd voor het nationale elftal. 